# Kowboj (film 1958)
Kowboj (ang. Cowboy) – amerykański western z 1958 roku w reżyserii Delmera Davesa. Produkcja stanowiła adaptację pół-autobiograficznej powieści autorstwa Franka Harrisa pt. „My Reminiscences as a Cowboy”.

## Fabuła
Frank Harris (Jack Lemmon) jest recepcjonistą w jednym z hoteli w Chicago. Mężczyzna zakochany jest w Marii (Anna Kashfi) - córce wielkiego barona bydła z Meksyku, Seniora Vidala (Donald Randolph). Harris postanawia zostać kowbojem i tym samym przypodobać się ojcu Marii. Aby zrealizować swój cel Harris postanawia przyłączyć się do grupy kowbojów, na czele której stoi Tom Reece (Glenn Ford). Nieświadomy zagrożeń czyhających w drodze do Meksyku, wyrusza z nowymi kompanami na szlak...

## Obsada
- Glenn Ford jako Tom Reece
- Jack Lemmon jako Frank Harris
- Anna Kashfi jako Maria Vidal-Arriega
- Dick York jako Charlie
- King Donovan jako Joe Capper
- Brian Donlevy jako Doc Bender
- Víctor Manuel Mendoza jako Paco Mendoza, Ramrod
- Richard Jaeckel jako Paul Curtis
- Vaughn Taylor jako pan Fowler, menadżer hotelu w Chicago
- Donald Randolph jako Senior Vidal, ojciec Marii
- James Westerfield jako Mike Adams
- Eugene Iglesias jako Don Manuel Arriega
- Frank DeKova jako Alkad, wódz plemienia Indian

## Nagrody i nominacje
- Al Clark i William A. Lyon – nominacja do Oscara za najlepszy montaż.
- Delmer Daves – nagroda Gildii Reżyserów Ameryki za „znakomite osiągnięcie reżyserskie w filmach”[1].